# Harry Nkumbula

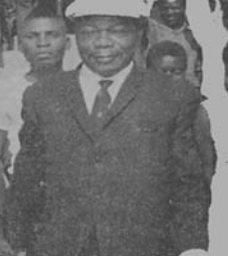
Harry Nkumbula (1965)

Harry Mwaanga Nkumbula (* 1916 Maala (Namwala-Distrikt); † 8. Oktober 1983 in Lusaka) war ein Politiker in Sambia. Er zählte zu den politischen Führern der Bantu im Kampf seines Landes um die Unabhängigkeit von der britischen Kolonialmacht.

## Leben
Harry Nkumbula, der Herkunft nach ein Tonga, war eines von drei Kindern und der einzige Sohn. Seine Familie betrieb eine Rinderfarm. Er ging in der Nähe seines Geburtsortes in einer Methodisten-Mission zur Schule und bestand 1934 Standard VI am Kafue Training Institut. Danach war er für einige Zeit Lehrer im Namwala-Distrikt.
1938 trat Harry Nkumbula dem Lehrerdienst der nordrhodesischen Regierung bei. Er arbeitete in Kitwe und in Mufulira im Copperbelt. Während des Zweiten Weltkrieges kam er wie viele andere ausgebildete Bantu mit afrikanisch-nationalistischem Gedankengut in Berührung und engagierte sich politisch entsprechend. Er wurde Sekretär des Wohlfahrtsvereins Mufulira und Mitbegründer der Afrikanischen Gesellschaft von Kitwe.
Harry Nkumbula besuchte dann die Lehrerfortbildungsstätte in Chalimbana und ging 1946 durch Unterstützung von Stewart Gore-Brown, einem britischen Siedler und Politiker, an das Makerere University College in Uganda. Von dort wechselte er an das Institute of Education der University of London und schloss mit einem Diplom ab. Er traf dort mit anderen afrikanischen Nationalisten zusammen, die nach dem Pan-Africa-Congress 1945 in Manchester, England, politisch zusammenarbeiteten. Mit Hastings Kamuzu Banda, dem späteren Präsidenten von Malawi, entwarf der ein Dokument, das für die Opposition gegen eine von Weißen dominierte Zentralafrikanische Föderation aus Rhodesien und Njassaland grundlegende Bedeutung erlangte. Nkumbula nahm ein Wirtschaftstudium an der London School of Economics auf, fiel aber durch das Examen und kehrte 1950 nach Nordrhodesien zurück.

## Politische Aktivität
Wegen seiner militanten, wortgewaltigen und kompromisslosen Gegnerschaft zur Föderation wurde Harry Nkumbula 1951 zum Vorsitzenden des Northern Rhodesian African National Congress gewählt. 1953 wurde Kenneth Kaunda ihr Generalsekretär. Als Nkumbula einen nationalen Streik zu organisieren versuchte, getarnt als „Nationaler Gebetstag“, reagierte die Bevölkerung nicht, weil der Vorsitzende der Afrikanischen Bergarbeitergewerkschaft, Lawrence Katilungu, dagegen war. Oktober 1953 gründeten die weißen Siedler die Föderation von Rhodesien und Njassaland gegen den Willen der Schwarzafrikaner. Anfang 1954 organisierten Nkumbula und Kaunda einen Boykott der Metzgereien in Lusaka, die mehrheitlich im Besitz von Weißen waren.
Sie stellten jedoch fest, dass es sehr schwierig war, die Leute gegen die Föderation zu mobilisieren. Anfang 1955 wurden Nkumbula und Kaunda für zwei Monate inhaftiert, weil sie verbotene Schriften verteilt hatten. Durch diese Erfahrung wurde Nkumbula kompromissbereiter, Kaunda hingegen radikalisiert. Es kam bald zum Zerwürfnis zwischen beiden. Im Oktober 1958 gründete Kaunda den Zambian African National Congress, der schon im März 1959 verboten wurde. Im Juni 1959 wurde Kaunda zu neun Monaten Gefängnis verurteilt. In dieser Zeit wurde die United National Independence Party gegründet, deren Vorsitzender Kaunda wurde, sobald er freigekommen war. Diese Partei war bald besser organisiert und radikaler als die NRANC Nkumbulas, weshalb die UNIP rasch zur dominanten Kraft im Kampf um die Unabhängigkeit des Landes aufstieg.
Während der Verfassungsgespräche in London 1960 und 1961 spielte Nkumbula nur noch eine nachgeordnete Rolle. Als weiterer Nachteil erwies sich eine Haftstrafe von April 1961 bis Januar 1962 für „die Verursachung eines Todesfalles durch gefährliches Autofahren“, wegen der er von der politischen Bühne verschwand. In den Wahlen Oktober 1962 machte Nkumbula den Fehler, das Regime von Moïse Tschombé in Katanga anzuerkennen. Zudem war er schlecht beraten, als er mit der rein weißen United Federal Party einen geheimen Wahlpakt schloss. Danach fand er sich in der Rolle eines Züngleins an der Waage, als er mit den sieben Sitzen des NRANC zwischen UNIP und UFP entscheiden musste. Nkumbula wurde Minister für African Education, was auf eine Absprache zwischen UNIP und NRANC deutet. In den Wahlen zum Legislativrat Januar 1964 gewann die UNIP 55 Mandate, der NRANC - ethnisch gestützt auf Stammesgruppen im Süden, zehn. Damit wurde Nkumbula Oppositionsführer.

## Die Unabhängigkeit
In den Tagen der Föderation war Nkumbulas politische Basis immer mehr auf die Südprovinz zusammengeschmolzen. Obwohl der NRANC in der Wahl in Sambia 1968 auch einige Sitze in der Westprovinz gewinnen konnte, hatte Nkumbula Kaunda politisch wenig entgegenzusetzen, auch später nicht, als der die Diktatur schuf. Nkumbula unterschrieb die sogenannte Erklärung von Choma am 27. Juni 1973 und setzte sich Vorwürfen aus, dazu erkauft worden zu sein. Sein politisches Ende kam endgültig, als er die Kandidatur von Simon Kapwepwe 1978 in der UNIP für die Präsidentschaftsnominierung unterstützte. Beide wurden von Kaunda ausmanövriert und verschwanden endgültig von der politischen Bühne.
Nkumbulas Sohn Balwin wurde ebenfalls Politiker und wurde allgemein als Nachfolger Kaundas gehandelt. Er verunglückte jedoch tödlich.